# Ceratobregma acanthops
Ceratobregma acanthops е вид бодлоперка от семейство Tripterygiidae. Видът не е застрашен от изчезване.

## Разпространение и местообитание
Разпространен е в Австралия.
Обитава морета и рифове. Среща се на дълбочина от 1 до 28 m.

## Описание
На дължина достигат до 3,9 cm.